# Euphorbia minuta
Euphorbia minuta är en törelväxtart som beskrevs av Francisco Loscos y Bernal och José Pardo y Sastrón. Euphorbia minuta ingår i släktet törlar, och familjen törelväxter.

## Underarter
Arten delas in i följande underarter:
- E. m. minuta
- E. m. moleroi